# اردوگاه اسیران جنگی

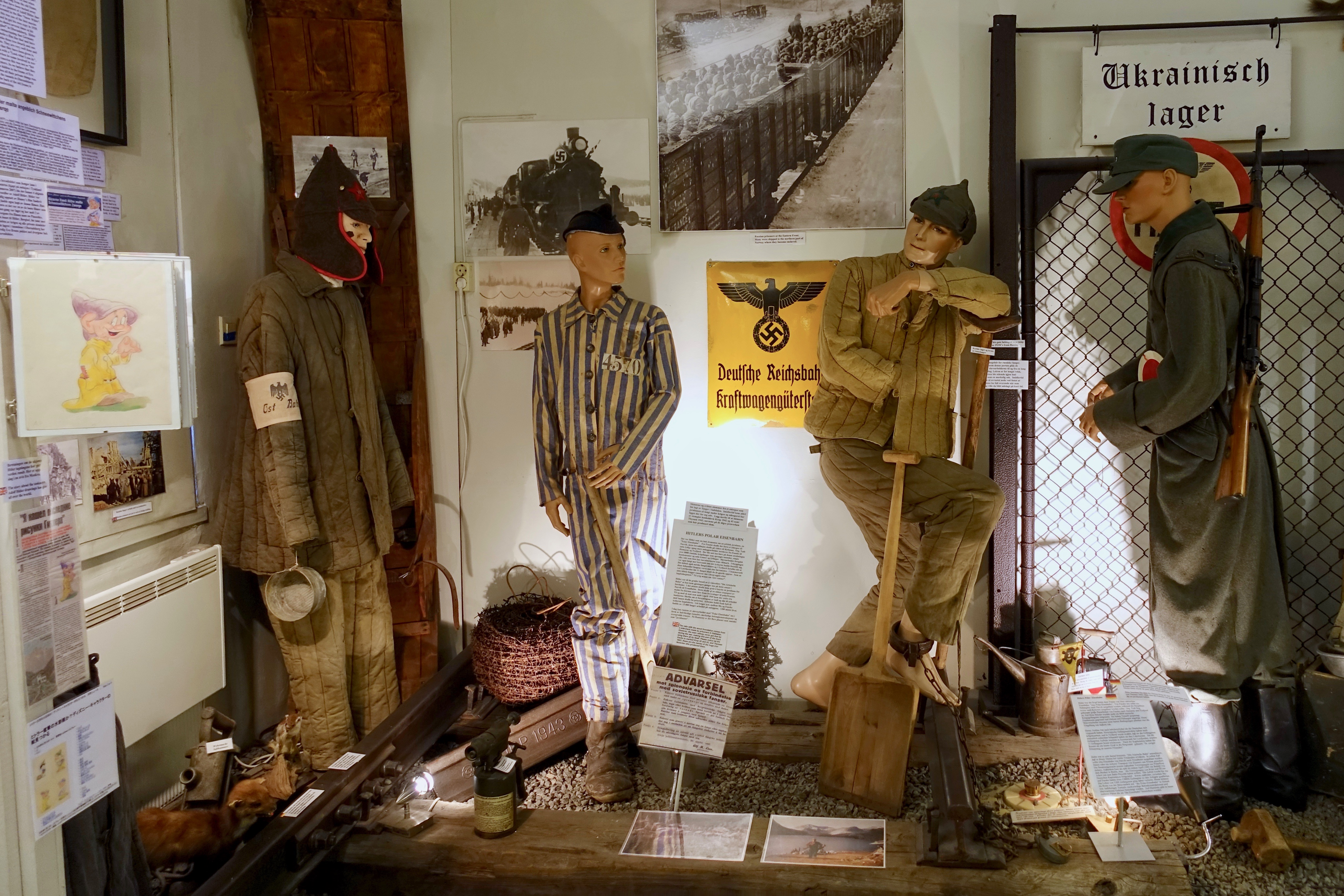
نماد اردوگاه اسیران جنگی

اردوگاه اسیران جنگی (انگلیسی: Prisoner-of-war camp) مخفف (POW camp) محلی برای محبوس کردن جنگنده‌های دشمن است که توسط یک قدرت متخاصم در زمان جنگ دستگیر شده‌اند. تفاوت‌های قابل توجهی بین اردوگاه‌های اسرای جنگی، اردوگاه‌های توقیف و زندان‌های نظامی وجود دارد.